# Cooperazione decentrata
La cooperazione decentrata è una tipologia di cooperazione internazionale allo sviluppo portata avanti da attori non statali (ovvero locali). Affermatasi negli anni ottanta e sviluppatasi negli anni novanta del XX secolo, ha vissuto fasi alterne nei primi due decenni del XXI secolo. Si tratta di una forma di cooperazione che contribuisce a costruire relazioni tra territori attraverso un ruolo attivo e di guida da parte di autorità locali e la conduzione di progetti in partenariato tra realtà omologhe dei territori, in particolare tra attori della società civile. 

## Storia
Le ragioni che portano alla diffusione della cooperazione decentrata possono essere trovate all'interno e all'esterno del settore della cooperazione allo sviluppo. Il processo di decentramento che ha avuto luogo negli ultimi 30 anni in molti paesi in via di sviluppo ha aumentato la devoluzione del potere politico ed economico ai governi locali. Inoltre, dalla fine degli anni Ottanta le autorità locali hanno iniziato a svolgere un ruolo crescente nelle relazioni internazionali e in particolare nello sviluppo internazionale. L'Unione europea ha assunto un ruolo guida in questo processo e le principali pietre miliari del processo sono state la IV convenzione di Lomé del 1989, la Carta europea dell'autonomia locale nel 1985 (primo e unico strumento giuridico internazionale che garantisce il principio del decentramento), la Carta urbana europea nel 1992 e il regolamento del Consiglio sulla cooperazione decentralizzata nel 1998. Dal 2007, quando è stato lanciato il programma comunitario di cooperazione allo sviluppo Attori non statali - Autorità locali, la CE ha scritto due comunicazioni che promuovono il ruolo delle autorità locali nella cooperazione allo sviluppo : Attori delle autorità locali per lo sviluppo nel 2008 e responsabilizzazione delle autorità locali nei paesi partner per una governance rafforzata e risultati di sviluppo più efficaci nel maggio 2013. Nel 2008 ha anche contribuito alla creazione di Platforma, una rete di autorità locali europee che mira ad aumentare il riconoscimento politico del loro attività di cooperazione allo sviluppo e promozione di programmi di cooperazione decentrata.
Nell'ambito delle pratiche di cooperazione allo sviluppo, dagli anni sessanta si assiste ad una crescente presenza di attori della società civile nei paesi dove operava la cooperazione internazionale. Questa forma di cooperazione internazionale, basata su un significativo apporto di volontariato, è stata portata avanti da associazioni, gruppi laici o religiosi che sono andati ad occupare uno spazio fino ad allora di competenza di governi e organismi sovranazionali. Verso la fine degli anni sessanta nascono le prime organizzazioni non governative e si intensifica la presenza loro e dei loro volontari in diverse zone del mondo non sviluppate dal punto di vista economico/tecnologico. La loro comparsa nei paesi occidentali è legata alle grandi trasformazioni sociali e culturali di quegli anni: le contestazioni studentesche ed operaie, la critica ai poteri dominanti, i movimenti di liberazione nazionale. Le ONG portano nella cooperazione internazionale questa critica anti-istituzionale, e insieme sperimentano l’impegno personale sul campo. Lo stile di lavoro iniziale ha un’impronta caritatevole: raccogliere quanti più beni o fondi possibile e inviarli a chi ne ha bisogno. Ben presto però esso evolve verso azioni più definite e strutturate, introducendo l’uso dello strumento progettuale.
Nell'ambito delle politiche di cooperazione allo sviluppo, la presenza di attori non statali viene riconosciuta verso la fine degli anni '80 attraverso la normativa europea e nazionale. A livello internazionale si tende a far coincidere la nascita della cooperazione decentrata con la 4ª Convenzione di Lomé (15 dicembre 1989) di cui l'articolo 20 prevede:
In Italia la legge n. 49 del 1987 "Nuova disciplina della cooperazione dell'Italia con i paesi in via di sviluppo" prevede un ruolo propositivo ed attuativo nell'azione di cooperazione allo sviluppo per le autorità locali italiane. In particolare essa prevede: 
1. che le autorità locali possano stanziare fondi per attività di solidarietà internazionale o di cooperazione internazionale;
2. che il Governo italiano possa utilizzare, nell'ambito dei propri progetti, le strutture delle autorità locali.

All'inizio degli anni ’90 anche il Programma delle Nazioni Unite per lo Sviluppo (UNDP) promuove il ruolo degli attori locali nella cooperazione internazionale grazie all'elaborazione del concetto di “Sviluppo Umano” che mette in primo piano il benessere delle persone. Nel 1995 il Vertice mondiale di Copenaghen sullo “Sviluppo Sociale” conferma l’importanza della società civile nei processi di sviluppo e rimarca l’esistenza di una “questione sociale mondiale ” in cui disoccupazione, povertà ed esclusione sociale sono problematiche che, seppur con gradi differenti, riguardano i paesi del Sud e del Nord globali. Nel contesto di questi ripensamenti è riconosciuto alla società civile un ruolo attivo nei processi di sviluppo e nelle attività di cooperazione internazionale. Un riconoscimento che non si esaurisce alle attività realizzate dalle ONG, ma che riguarda anche, in misura crescente, il ruolo delle autorità locali, dei gruppi di base, dei sindacati, delle cooperative, delle università, delle scuole e altri attori.

## Caratteristiche
La cooperazione decentrata è diventata sempre più rilevante a livello internazionale come approccio allo sviluppo in grado di supportare la governance democratica e decentralizzata e proporre un'idea e una pratica di cooperazione internazionale meno focalizzata sul paradigma dell'aiuto e più incline promuovere le relazioni e gli interessi reciproci di comunità che, pur vivendo in territori distanti, si trovano ad affrontare sfide analoghe poste dai processi di globalizzazione. 
Ad oggi manca una definizione di cooperazione decentrata accettata all'unanimità. Sulla base della letteratura disponibile, l'obiettivo della cooperazione decentrata è la promozione di uno sviluppo locale sostenibile attraverso il rafforzamento delle capacità degli attori locali. Le sue caratteristiche principali sono: 1. il ruolo principale svolto dalle autorità locali; 2. il coinvolgimento di diversi tipi di attori in entrambi i territori (autorità locali, ONG, scuole, associazioni, università, imprese, sindacati, ...); 3. la responsabilità diretta delle comunità partner (tradizionalmente chiamate “comunità destinatarie") nella definizione delle priorità e nell'attuazione delle azioni; 4. la presenza di reciproco scambio / apprendimento e, in definitiva, di reciprocità (vantaggi reciproci). 
Inoltre, una peculiarità di questa forma di cooperazione è l’attivazione di processi territoriali basati su pratiche di concertazione e di governance locale tra i diversi soggetti che “appartengono” ad un determinato territorio. Talvolta ciò porta alla costituzione di soggetti collettivi composti da una molteplicità di attori capaci di prendere decisioni e agire all'interno di un campo d’azione in continua evoluzione.

## Esperienze di cooperazione decentrata promosse da territori in Europa
Durante gli anni '90 la cooperazione decentrata ha rivestito un ruolo significativo nel mobilitare territori di diversi paesi europei, in particolare durante le guerre jugoslave. Diversi territori in Italia si sono mobilitati e sono nati viaggi, gemellaggi, relazioni che in parte sono attivi ancora oggi.

### Libia
Per far fronte al conflitto acceso in Libia a seguito della caduta del regime di Gheddafi, nel 2015 alcune municipalità libiche hanno preso contatti con il Comitato europeo delle Regioni per esplorare la possibilità di avviare relazioni di cooperazione decentrata tra autorità locali libiche ed europee. Avviata in occasione della sessione plenaria dell'Assemblea euromediterranea dei poteri regionali e locali (ARLEM) a Nicosia nel gennaio 2016, l'Iniziativa di Nicosia è la piattaforma del Comitato europeo delle Regioni volta a rafforzare le amministrazioni locali in Libia. È nata in un momento in cui era necessario far uscire le municipalità libiche dall'isolamento e mobilitarle per contribuire alla stabilità del Paese, migliorando la loro efficienza nel fornire servizi di base ai cittadini che, gradualmente dopo la rivoluzione, avevano perso la fiducia nel valore aggiunto di qualsiasi istituzione democratica eletta, a causa del fallimento della politica, delle continue turbolenze e dell'impoverimento della qualità della vita. 
Da allora, una serie di attività si sono realizzate congiuntamente tra municipalità libiche e autorità locali europee (municipalità, province, regioni). Oggi l'Iniziativa di Nicosia e tutti i progetti sviluppati in questo ambito (REBUILD, TAMSALL, LIS) sono considerati strategici dai partner libici istituzionali e non, sia a livello locale che nazionale. 
In particolare nel 2021 nell’ambito dell’Iniziativa di Nicosia si è dato avvio al progetto REBUILD - Research and Education Building Urban Institutions for Local Development. Si tratta di un progetto quadriennale (2021 - 2025) di cooperazione decentrata promosso da dieci municipalità libiche (Az-Zawiyah, Bengasi, Beni Walid, Gharyan, Sebha, Sirte, Tobruk, Tripoli Centro, Zintan, Zliten) insieme a 2 autorità locali europee (Provincia autonoma di Trento (capofila) e Regione autonoma Friuli Venezia Giulia) con il supporto tecnico di 10 università libiche e del Centro per la Cooperazione Internazionale di Trento. Finanziato dall'Unione Europea, il progetto REBUILD nasce e contribuisce all'Iniziativa di Nicosia, la piattaforma di cooperazione decentrata tra autorità locali libiche ed europee promossa dal Comitato Europeo delle Regioni e dalle Municipalità libiche per sostenere la governance locale in Libia e favorire la creazione di partenariati strategici tra enti omologhi. Uno dei pilastri del progetto è la costruzione di un sistema di apprendimento continuo per gli amministratori locali libici e i funzionari eletti a livello locale per promuovere lo sviluppo locale e rafforzare il ruolo delle autorità locali. Nell'ambito di REBUILD, tutti i partner si impegnano a lavorare insieme per raggiungere gli obiettivi principali del progetto: un rafforzamento continuo delle capacità attraverso formatori accademici qualificati nell'apprendimento degli adulti basato su pratiche concrete; una comunità di pratiche per condividere conoscenze, esperienze e competenze; due progetti pilota strategici nei settori dello sviluppo economico locale e della fornitura di servizi di base, per tradurre in azioni concrete le conoscenze e le competenze acquisite durante il processo di formazione.

### Esperienze di cooperazione decentrata promosse dal Trentino
Il Trentino è un territorio che per motivi storico-geografici, anche connessi al proprio statuto di autonomia, ha promosso in modo significativo il proprio ruolo a livello internazionale anche attraverso politiche e pratiche di cooperazione decentrata. Nel 1988 il Trentino è stato il primo territorio italiano a dotarsi di una normativa in materia di cooperazione decentrata (L.P. 10/1988), aggiornata nel 2005 (L.P. 4/2005). In Trentino la cooperazione decentrata è stata definita come “cooperazione tra comunità”, per sottolineare la centralità delle relazioni poste in essere tra i territori e all'interno di ciascun territorio attivo nella relazione. Il ruolo delle autorità locali si accompagna all'ampia partecipazione della società civile, che mette a frutto le proprie competenze e professionalità, maturate in ambiti spesso non convenzionalmente legati al mondo della cooperazione internazionale. 
Il Trentino nella seconda metà degli anni '90 ha co-promosso quattro programmi di cooperazione decentrata insieme alle comunità di Prijedor (Bosnia ed Erzegovina), Peja/Peć (Kosovo), Caia (Mozambico) e Kraljevo (Serbia), realizzati grazie al sostegno politico e finanziario della Provincia autonoma di Trento. Un tratto distintivo di queste quattro esperienze sono i "Tavoli", luoghi d’incontro tra autorità locali, associazioni che operano nell'ambito della cooperazione internazionale ma anche altri soggetti che non fanno usualmente cooperazione con altri paesi ma che trovano interessi specifici nelle progettualità poste in essere.